# Batcombe (Dorset)
Pour l’article homonyme, voir Batcombe.
Batcombe est une paroisse civile et un village du Dorset, en Angleterre.